# Dědický potok
Dědický potok je pravostranný přítok Senetínského potoka v okrese Kutná Hora ve Středočeském kraji. Délka jeho toku činí 2,9 km.

## Průběh toku
Potok pramení jižně od Dědic v nadmořské výšce okolo 530 m. Pod Dědicemi, kde napájí místní rybník, protéká lesnatou krajinou převážně severovýchodním směrem. Níže po proudu se jeho tok stáčí více na sever. Vlévá se do Senetínského potoka na 5,4 říčním kilometru, východně od Petrovic I, v nadmořské výšce cca 425 m.

### Větší přítoky
Potok nemá žádné větší přítoky.